# Хохул (Вармінсько-Мазурське воєводство)
Хохул (пол. Chochół, нім. Friedrichsfelde) — село в Польщі, у гміні Свентайно Щиценського повіту Вармінсько-Мазурського воєводства.
Населення — 59 осіб (2011).

## Демографія
Демографічна структура станом на 31 березня 2011 року:
|          | Загалом | Допрацездатний вік | Працездатний вік | Постпрацездатний вік |
| -------- | ------- | ------------------ | ---------------- | -------------------- |
| Чоловіки | 27      | 6                  | 20               | 1                    |
| Жінки    | 32      | 6                  | 22               | 4                    |
| Разом    | 59      | 12                 | 42               | 5                    |